# Macedónide
Macedónide (no confundir con Macedonia) era el nombre dado a la llanura comprendida entre el río Haliacmón y el monte Olimpo. 
Patria de los macedonios, de ella provenían los reyes de Macedonia. En ella se hallaba la ciudad de Egas, capital de los primeros reyes macedonios. Era en sí, la Alta Macedonia, territorio montañoso situado al oeste y al sur de las ciudades de Pella y de Berea. Berea (Béroian) era una ciudad situada al oeste del río Haliacmón.
El monte Bermio, de 1.082 m de altitud, que posee nieves perpetuas, se alza en las cercanías de Egas y de norte a sur llega hasta la margen izquierda del Haliacmón.
Según Heródoto, la confluencia de los ríos Lidias y Haliacmón servía de frontera entre Macedónide y Botiea.

## Historia
Filipo, el hermano de Pérdicas II, gobernaba en esta región. Tras la batalla naval de Síbota, en el 432 a. C., los atenienses concertaron una alianza con él y con Derdas, un caudillo macedonio, para hacer frente a Pérdicas, el cual se enemistó con Filipo. Cuando los atenienses se encontraron con que Potidea y las otras ciudades de Tracia ya se habían sublevado y que sus fuerzas eran inferiores a las de Pérdicas, renunciaron a sofocar la rebelión y se dirigieron a encontrarse con Filipo y los hermanos de Derdas, pues seguramente Derdas había muerto. Pero luego llegaron a un acuerdo con Pérdicas: los atenienses podían combatir a los calcídicos sublevados y Pérdicas enfrentarse a sus adversarios internos. 
Filipo murió, probablemente, entre el otoño del 429 a. C. y el invierno del 428 a. C. Entonces, Sitalces, rey de  los tracios odrisios, considerando que Pérdicas le había engañado, al no reconciliarle con los atenienses y restaurar a Filipo en su reino, se propuso establecer en el trono de Macedonia a Amintas, hijo de Filipo.